# Apotomis frigidana
Apotomis frigidana is een vlinder uit de familie bladrollers (Tortricidae). De wetenschappelijke naam is voor het eerst geldig gepubliceerd in 1867 door Packard.
De soort komt voor in Europa.